# 荒田厚
荒田厚（あらたあつし、1939年 -　）は、日本の都市計画家。日本都市総合研究所代表。

## 経歴
山形県生まれ。1961年東京大学工学部建築学科卒業。1963年東京大学大学院数物系研究科修士課程修了。丹下研究室在籍。博士課程退学後、1967年丹下健三・都市・建築設計研究所URTEC入社。事務所は1973年に辞し、1974 年、加藤源、鳥栖那智夫、松本敏行らとともに民間コンサルタント日本都市総合研究所を設立。その後 「沖縄米軍基地所在市町村に関する懇談会委員」を務めるなど、1973年から現在まで沖縄の内外で様々にかかわる